# A través de los tiempos
A través de los tiempos es el quinto y último álbum de estudio de la banda argentina de heavy metal Logos, lanzado en 2009. El álbum contiene nuevas versiones de temas de la banda así como algunos temas de V8 del disco El Fin de los Inicuos.

## Canciones
| N.º | Título                                     | Escritor(es)                                                  | Duración |  |
| 1.  | «La gran ramera»                           | Ricardo Iorio, Miguel Roldán, Alberto Zamarbide, Adrián Cenci | 3:15     |  |
| 2.  | «Decide por ti mismo»                      | Zamarbide, Roldán                                             | 3:05     |  |
| 3.  | «Ven a la eternidad»                       | Roldán                                                        | 4:35     |  |
| 4.  | «Confusión mental»                         | Zamarbide, Roldán                                             | 4:32     |  |
| 5.  | «Ciega ambición»                           | Iorio, Roldán, Zamarbide, Cenci                               | 3:36     |  |
| 6.  | «No te rindas»                             | Zamarbide, Roldán                                             | 3:49     |  |
| 7.  | «Miedo a la libertad»                      | Zamarbide, Roldán                                             | 3:37     |  |
| 8.  | «Cuando asecha la maldad»                  | Roldán                                                        | 6:42     |  |
| 9.  | «Trágico siglo»                            | Iorio, Roldán, Zamarbide, Cenci                               | 4:00     |  |
| 10. | «Necios»                                   | Roldán                                                        | 3:23     |  |
| 11. | «Marginado»                                | Zamarbide, Roldán                                             | 3:57     |  |
| 12. | «Muerte sin gloria»                        | Zamarbide, Roldán                                             | 3:54     |  |
| 13. | «Reina ciega»                              | Iorio, Roldán, Zamarbide, Cenci                               | 3:53     |  |
| 14. | «Arden en el cielo»                        | Zamarbide, Roldán                                             | 2:50     |  |
| 15. | «Como relámpago en la oscuridad»           | Roldán                                                        | 4:42     |  |
| 16. | «A través de los tiempos»                  | Zamarbide, Roldán, Osvaldo Civile, Gustavo Rowek              | 4:41     |  |
| 17. | «Ven a la eternidad» (Bonus track Karaoke) | Roldán                                                        |          |  |

## Intérpretes
- Alberto Zamarbide - Voz.
- Miguel Roldán - Guitarra y Voz.
- Walter Scasso - Bajo.
- Marcelo Ponce - Batería.

## Créditos adicionales
- Producción artística - Miguel Roldán.
- Producción de voces - Alberto Zamarbide y Miguel Roldán.
- Grabación, mezcla y mastering - Sebastián Manta.